# EL-Canum-Venaticorum-Stern
EL-Canum-Venaticorum-Sterne sind eine Klasse  bedeckungsveränderlicher Sterne. Die Doppelsterne bestehen aus einem A-F-Hauptreihenstern sowie einem Stern mit einer Masse von weniger als 0,35 Sonnenmassen auf dem Entwicklungspfad von Post-AGB-Sternen, die sich weiter zu einem Weißen Zwerg umwandeln.

## Entwicklung und Bedeutung
Weiße Zwerge mit einer Masse von weniger als 0,35 Sonnenmassen können bedingt durch das Alter des Universums von 13,8 Mrd. Jahren nur in wechselwirkenden Doppelsternen entstehen, da der Aufenthalt von Roten Zwergen auf der Hauptreihe das Alter des Kosmos überschreitet. Die EL-CVn-Doppelsterne entstehen in einer Common-Envelope-Phase, in welcher sich der spätere Weiße Zwerg zu einem Roten Riesen entwickelt und durch seine Ausdehnung ein instabiler Masseaustausch auf seinen Begleiter durchführt. Der Begleiter gewinnt Masse und wird zu einem Hauptreihenstern mit der Spektralklasse A oder F. Dies entspricht einer Masse 1,05 bis 2,9 Sonnenmassen. Der ehemalige Rote Riese hat nach der Gemeinsamen-Hülle-Phase nicht mehr genügend Masse um ein Heliumbrennen zu starten und der freigelegte ehemalige Kern besteht fast ausschließlich aus Helium mit Spuren von Metallen. Der zukünftige Weiße Zwerg folgt der Entwicklung von Post-AGB-Sternen und bewegt sich im Hertzsprung-Russell-Diagramm schnell nach links zu höheren Temperaturen, während der Radius des Stern sinkt.
Bei der Wanderung durch das HR-Diagramm kreuzt der ehemalige Rote Riese den Instabilitätsstreifen und fängt an zu pulsieren. Mit Hilfe der Asteroseismologie und dem Bedeckungslichtwechsel ist es möglich die Entwicklung und den Aufbau dieser Sterne auf dem Weg zu einem Weißen Zwerg im Detail zu studieren. Weiße Zwerge mit extrem geringer Masse treten auch als Begleiter mit Millisekundenpulsaren, Röntgenpulsaren und AM-Canum-Venaticorum-Sternen auf. Nach theoretischen Modellen könnten EL-CVn-Sterne Kandidaten für einen späten thermischen Puls sein, bei dem der Weiße Zwerg noch einmal 0,1 Sonnenmassen abwerfen würde.

## Beispiele
- EL CVn
- 1SWASP J024743.37−251549.2
- TYC 1755-509-1
- HD 127051